# Spathius pasyphae
Spathius pasyphae är en stekelart som beskrevs av Nixon 1943. Spathius pasyphae ingår i släktet Spathius och familjen bracksteklar. Utöver nominatformen finns också underarten S. p. biliranensis.